# Chaserey
Chaserey település Franciaországban, Aube megyében. Lakosainak száma 46 fő (2022. január 1.). Chaserey Chesley, Coussegrey, Étourvy és Mélisey községekkel határos.

## Népesség
A település népessége az elmúlt években az alábbi módon változott:
| Lakosok száma | 68   | 62   | 57   | 48   | 56   | 55   | 54   | 53   | 51   | 46   |
|               | 1968 | 1982 | 1990 | 2006 | 2013 | 2015 | 2017 | 2019 | 2020 | 2022 |